# Filippo Zuccarello
Filippo Zuccarello (Patti, 26 september 1894 – Karstgebergte, 23 mei 1917) was een officier in het Koninklijk Italiaans Leger. Hij sneuvelde tijdens de Eerste Wereldoorlog en kreeg een heldenstatus in het koninkrijk Italië. Bij zijn dood had hij de graad van kapitein.

## Levensloop
Zuccarello werd geboren in de gemeente Patti nabij de Siciliaanse stad Messina. Hij was de oudste van de vier zonen van Giuseppe Zuccarello en Francesca Aiello.
Aan de leeftijd van dertien jaar startte hij aan de Militaire School Nunziatella in Napels. In 1909 zwaaide hij af als cadet en volgde in Turijn de Militaire School voor Artillerie en Genie. In 1911 studeerde hij er af met de graad van onderluitenant in de artillerie.
Hij verliet het leger in 1914 om aan de universiteit van Turijn ingenieurswetenschappen te studeren. Datzelfde academiejaar werd Zuccarello in actieve dienst geroepen nadat de Eerste Wereldoorlog was uitgebroken. Hij werd toegewezen aan het Derde Leger, dat onder leiding stond van prins Emanuel Filibert van Aosta. Zuccarello trok naar het front in Noord-Italië waar het Oostenrijks-Hongaarse leger was binnengevallen (1915). In 1915 werd Zuccarello bevorderd tot luitenant.
In augustus 1916 maakte Zuccarello zich verdienstelijk in een gevecht op de berg Calvario, ook berg Podgora genoemd, nabij Gorizia. Dit gevecht was een onderdeel van wat genoemd wordt de Zesde Slag aan de Isonzo-rivier, of in het Sloveens de rivier Soča. De artilleriebatterij onder leiding van Zuccarello bestookte de Oostenrijkers op de berghelling; als gevolg vluchtte een detachement Oostenrijkers met negen officieren, driehonderd soldaten en hun materiaal in een grot. De Italianen namen hen gevangen. Zuccarello kreeg de naam ‘Held van Podgora’ en kreeg achteraf een Zilveren medaille voor Dapperheid.
In september 1916, tijdens de Zevende Slag om de Isonzo, kreeg Zuccarello het Oorlogskruis opgespeld wegens de vuursalvo's van zijn artillerie in het Karstgebergte. Er volgde een bevordering tot kapitein in april 1917.
De Tiende Slag om de Isonzo vond plaats in mei 1917. Zuccarello leidde zijn artilleriebataljon bij het vuurgevecht doch bemerkte dat een aanvalsbataljon zonder commandant was gevallen. Hij liet het bevel van zijn eigen bataljon over aan een adjunct-commandant en liep uit de loopgraven naar naar het bataljon dat oprukte. Hij leidde het naar de loopgraven van de Oostenrijkers. Daar kreeg hij een kogel in het hoofd. Hij werd begraven in Doberdò del Lago, een gemeente in de provincie Gorizia.
Nog dezelfde maand kreeg zijn familie in Sicilië het nieuws van zijn overlijden te horen. Een maand later, in juni 1917, werd een plechtige uitvaart gehouden in de kathedraal van Patti. Bisschop Ferdinando Fiandaca leidde de kerkdienst. 
Koning Victor Emanuel III kende hem in 1921 de Gouden medaille voor Dapperheid toe. Hertog Vincenzo Ruffo, prins van Floresta en historicus van de stad Patti, onthulde een gedenksteen aan zijn geboortehuis.